# Cyphosticha panconita
Cyphosticha panconita är en fjärilsart som beskrevs av Turner 1913. Cyphosticha panconita ingår i släktet Cyphosticha och familjen styltmalar. Inga underarter finns listade i Catalogue of Life.